# Viola Fletcher
Viola Fletcher (nascida em 5 de maio de 1914), também conhecida como Mother Fletcher, é a sobrevivente mais antiga conhecida do massacre de Tulsa. Cem anos após o massacre, ela testemunhou perante o Congresso sobre a necessidade de reparações. Ela também foi a autora mais velha a lançar um livro. Um livro Don´t let them bury my story (“Não deixem que eles enterrem minha história”) foi lançado pela prória autora com a ajuda do neto, Ike Howard.

## Vida
Fletcher nasceu em 5 de maio de 1914, em Comanche, Oklahoma, filha de Lucinda Ellis e John Wesley Ford. Ela era a segunda mais velha de oito filhos. Ela tem um irmão mais novo, Hughes Van Ellis, que era recém-nascido na época do massacre e em 2021 tinha 100 anos. A casa não tinha eletricidade. Antes de se mudar para Tulsa a família era meeiros. Em Tulsa, a família frequentou St. Andrew, uma igreja batista negra.
Fletcher disse ao Congresso que devido a circunstâncias familiares após o massacre, ela abandonou a escola após a 4ª série.

## Experiências durante o massacre
Sua família, incluindo quatro de seus irmãos, morava em Greenwood, um rico bairro negro de Tulsa, na época do massacre. Fletcher tinha sete anos na época do massacre. Ela estava dormindo na cama em 31 de maio de 1921, quando o massacre começou; sua mãe acordou a família e eles fugiram. A família perdeu tudo, menos as roupas que vestiam. Ela é a mais velha sobrevivente conhecida do massacre. Ela dorme sentada no sofá com as luzes acesas.

## Testemunha antes do Congresso
Fletcher testemunhou sobre reparações perante o Congresso dos Estados Unidos em 19 de maio de 2021, junto com seu irmão Hughes, de 100 anos, e Lessie Benningfield Randle, que tinha 106 anos.
Fletcher disse ao Congresso:

Nunca esquecerei a violência da multidão branca quando saímos de casa”, disse ela, “ainda vejo homens negros sendo baleados, corpos negros caídos nas ruas. Ainda sinto cheiro de fumaça e vejo fogo. Ainda vejo empresas negras sendo queimadas. Ainda ouço aviões sobrevoando. Eu ouço os gritos.
 Ela testemunhou que a cidade de Tulsa utilizou os nomes das vítimas e imagens do massacre para gerar dinheiro para a cidade.
Em 2022, Fletcher, seu irmão e Randle receberam US$ 1 milhão do filantropo de Nova York Ed Mitzen.

## Visita a Gana
Em agosto de 2021, Fletcher e seu irmão Hughes visitaram Gana. Eles se encontraram com o presidente ganense Nana Akufo-Addo. Ela foi coroada rainha-mãe e recebeu vários nomes ganenses, incluindo Naa Lamiley, que significa: “Alguém que é forte. Alguém que resiste ao teste do tempo”, Naa Yaoteley, que significa “a primeira criança do sexo feminino numa família ou linhagem”, e Ebube Ndi Igbo.

## Projeto de história oral
Fletcher foi entrevistada em 2014 para um projeto de história oral conduzido pelo programa Oklahoma Oral History Research e pela Faculdade de Ciências Humanas da Universidade Estadual de Oklahoma.

## Vida pessoal
Em 1932, aos 18 anos, casou-se com Robert Fletcher e mudou-se com ele para a Califórnia, onde ambos trabalharam em estaleiros, Viola como assistente soldadora. Voltaram para Oklahoma depois da Segunda Guerra Mundial e criou três filhos enquanto trabalhava limpando casas. Fletcher trabalhou até os 85 anos.
Fletcher também é conhecida como Mãe Fletcher ou Mãe Viola Fletcher.